# IC 161
IC 161 هو اصطدام مجري، يقع في كوكبة الحوت. اكتشف في 8 يناير 1891، وقد اكتشفه لويس سويفت. يبعد عن الأرض 71.51.

## روابط خارجية
- IC 161 على موقع ويكي سكاي: DSS2, SDSS, GALEX, IRAS, Hydrogen α, X-Ray, Astrophoto, Sky Map, Articles and images